# Samtal med en ängel
Samtal med en ängel är en novellsamling sammanställd av Nick Hornby, utgiven i svensk översättning av Kerstin Gustafsson 2002.
Det engelska originalet Speaking with the angel gavs ut 2000. Samlingen består av noveller skrivna av bland andra Colin Firth, Helen Fielding, Zadie Smith och Robert Harris. Hornbys egen novell i boken heter Tuttjesus (NippleJesus).

## Innehåll
- Nick Hornby: Förord
- Robert Harris: Premiärministerns frågestund
- Melissa Bank: The Wonder Spot
- Giles Smith: Sista beställningen
- Patrick Marber: Peter Shelley
- Colin Firth: Ingentingavdelningen
- Zadie Smith: Jag är den ende
- Nick Hornby: Tuttjesus
- Dave Eggers: När jag hade kastats i floden och innan jag drunknade
- Helen Fielding: Luckybitch
- Roddy Doyle: Slaven
- Irvine Welsh: Katolsk skuld (Erkänn att du njuter av det)
- John O'Tarrell: Gå i motvind